# Тогизкент
Тогизке́нт (каз. Тоғызкент) — село у складі Сарисуського району Жамбильської області Казахстану. Адміністративний центр Тогизкентського сільського округу.
У радянські часи село називалось Совхоз Тогускенський.
Населення — 1481 особа (2021; 1455 у 2009, 959 у 1999, 1745 у 1989).